# Saint-Léger-de-Balson
Saint-Léger-de-Balson (okzitanisch Sent Lugèir de Balion) ist eine französische Gemeinde mit 316 Einwohnern (Stand 1. Januar 2022) im Département Gironde in der Region Nouvelle-Aquitaine (vor 2016 Aquitaine). Sie gehört zum Arrondissement Langon und zum Kanton Les Landes des Graves. Die Einwohner werden Hostensois genannt.

## Geographie
Die Gemeinde Saint-Léger-de-Balson liegt im Regionalen Naturpark Landes de Gascogne, etwa 50 Kilometer südsüdöstlich von Bordeaux und 25 Kilometer südwestlich von Langon. Durch die Gemeinde fließt die Hure, im östlichen Gemeindegebiet verläuft das Flüsschen Baillon.
Umgeben wird Saint-Léger-de-Balson von den Nachbargemeinden Balizac im Norden, Villandraut im Nordosten und Osten, Préchac im Osten und Südosten, Bourideys im Süden sowie Saint-Symphorien im Westen.

## Bevölkerungsentwicklung
| Jahr                       | 1962 | 1968 | 1975 | 1982 | 1990 | 1999 | 2011 | 2020 |
| Einwohner                  | 223  | 217  | 214  | 227  | 239  | 243  | 317  | 323  |
| Quellen: Cassini und INSEE |      |      |      |      |      |      |      |      |

## Sehenswürdigkeiten
- Kirche Saint-Léger aus dem 12. Jahrhundert, seit 1973 Monument historique

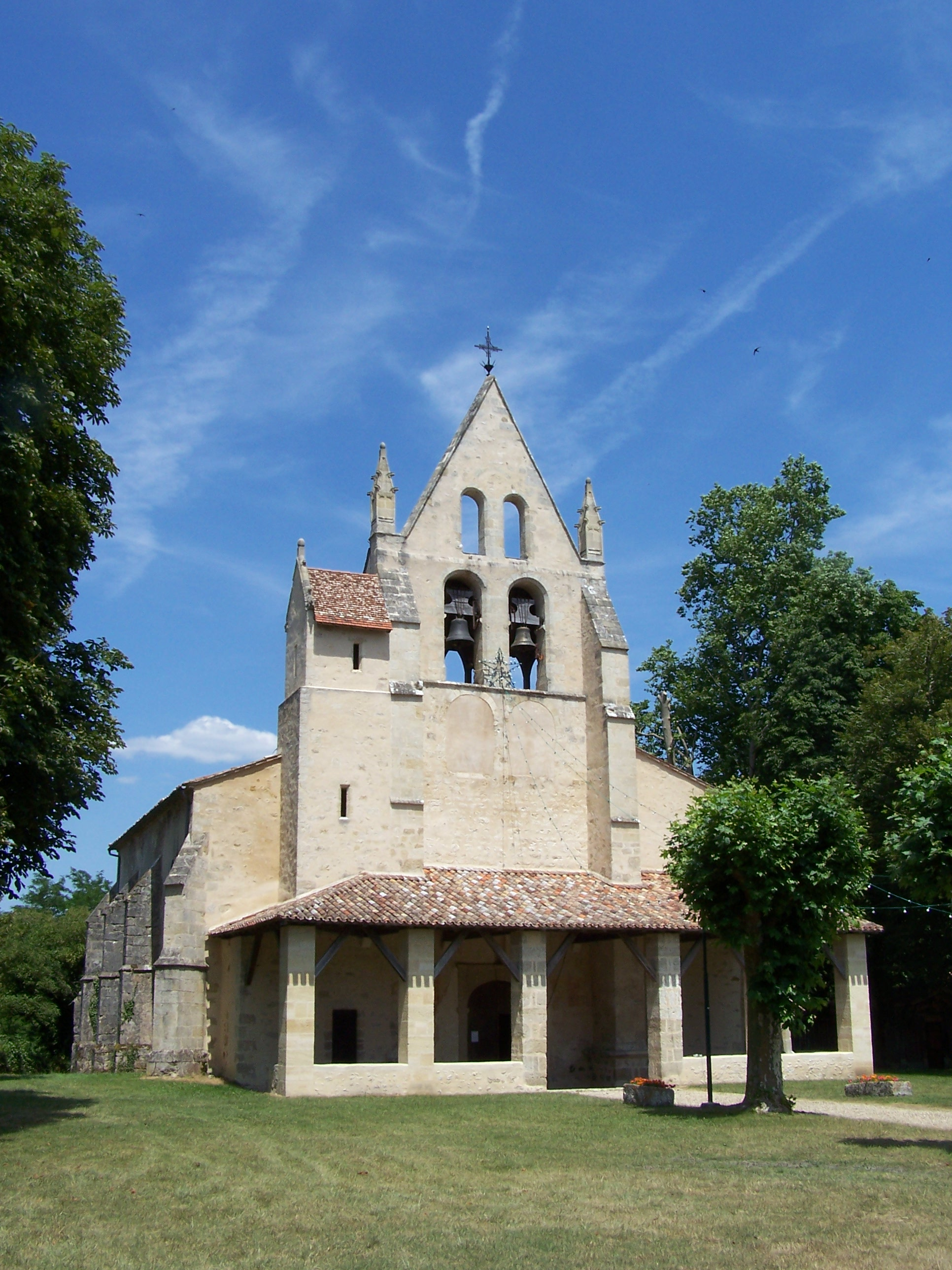
Kirche Saint-Léger
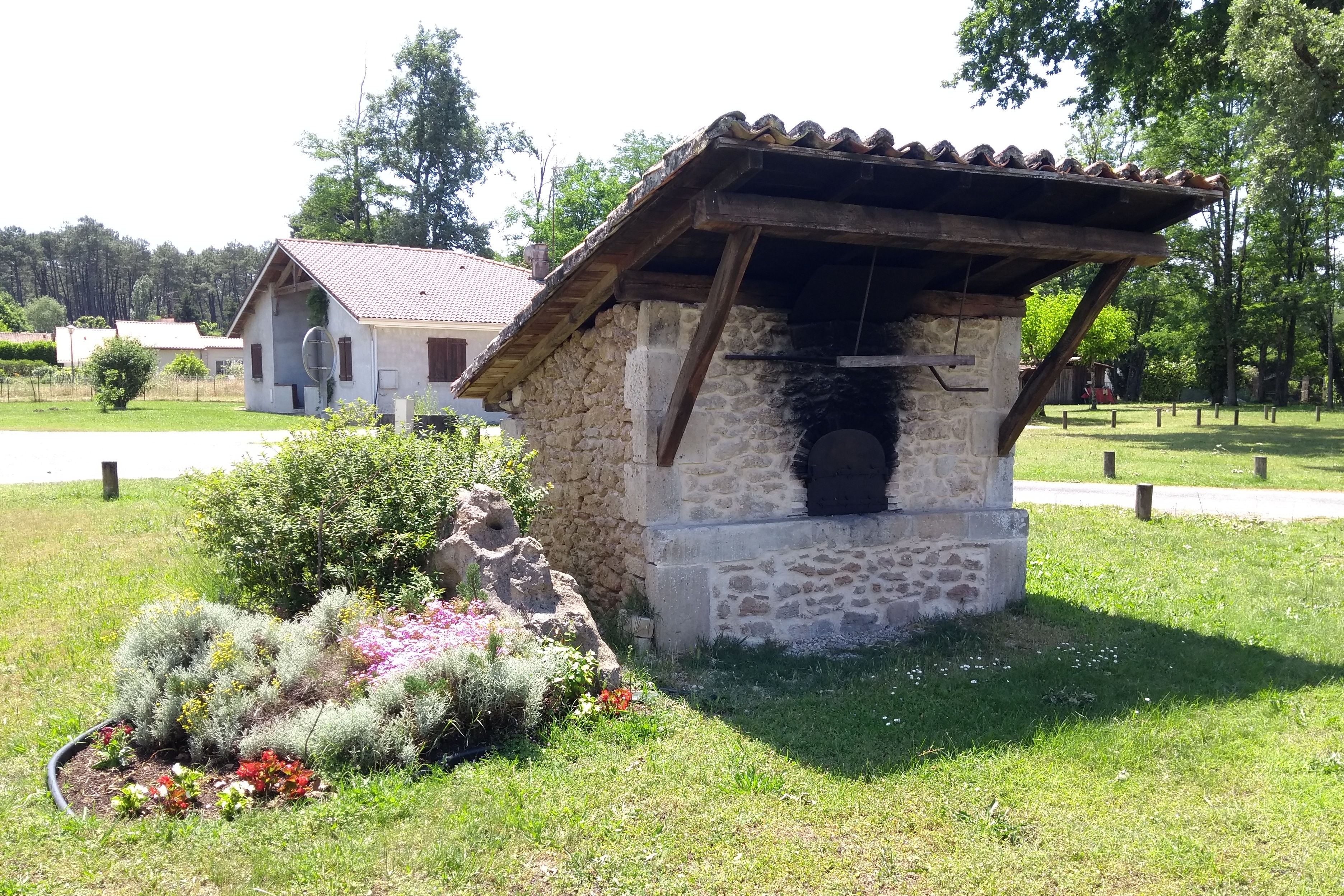
Öffentlicher Backofen
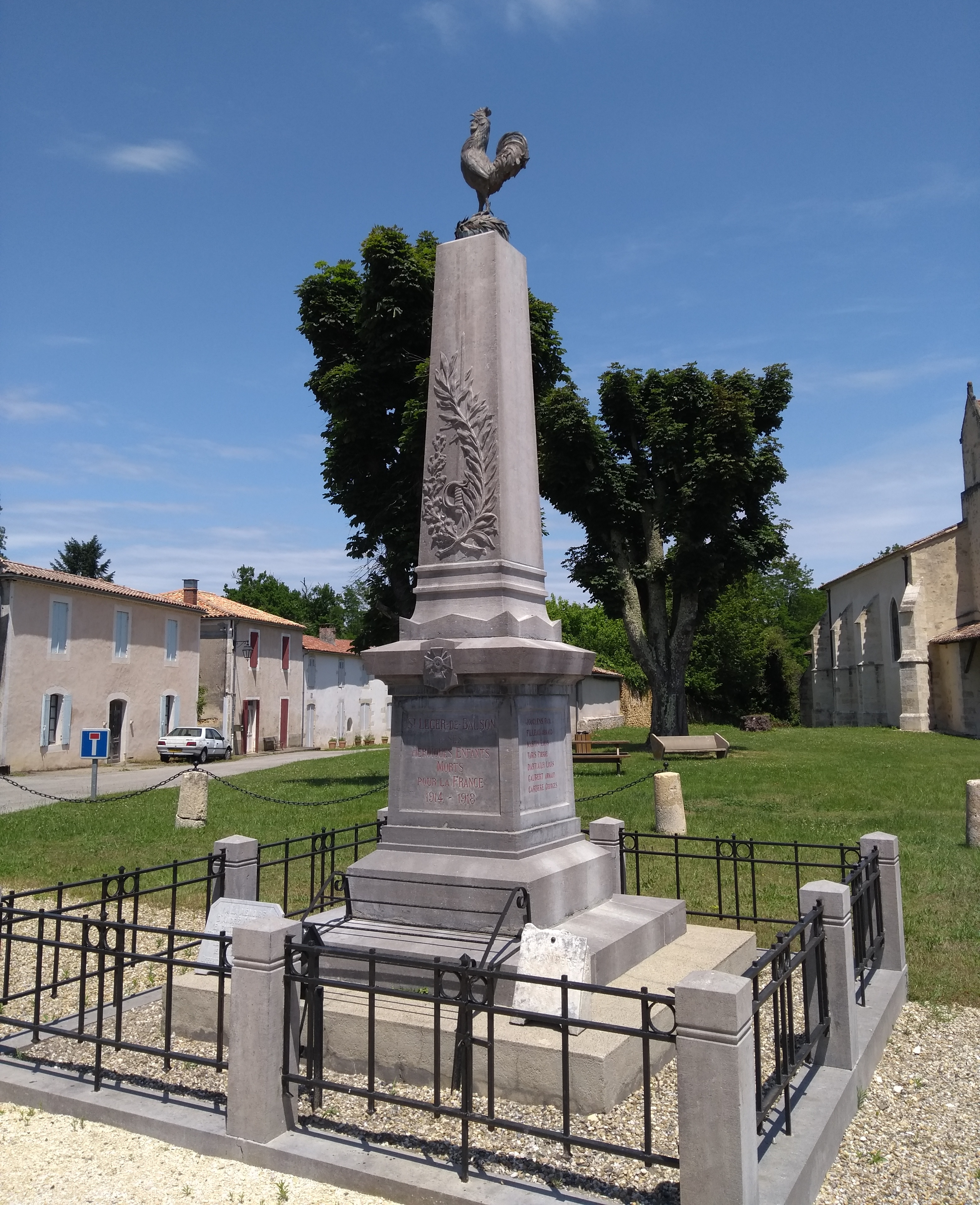
Gefallenendenkmal